# 雅砻江楠
雅砻江楠（学名：Phoebe legendrei）为樟科楠属下的一个种。

## 扩展阅读
- 維基物種上的相關：雅砻江楠